# Drino iterata
Drino iterata är en tvåvingeart som beskrevs av Louis-Paul Mesnil 1949. Drino iterata ingår i släktet Drino och familjen parasitflugor. Inga underarter finns listade i Catalogue of Life.